# 山姆·斯莱菲尔德
山姆·斯莱菲尔德（英語：Sam Slyfield，1898年5月11日—1974年1月15日）为一位美国音讯工程师。他曾4次被提名奥斯卡最佳音响效果奖。

## 精选影视作品
- 小鹿斑比 (1942)[1]
- 致候吾友 (1942)[2]
- 三骑士 (1944)[3]
- 仙履奇缘 (1950)[4]